# Oddo Fortebraccio
Oddo Fortebraccio (Città di Castello, 15 febbraio 1410 – Marradi, 1º febbraio 1425) è stato un nobile e condottiero italiano, conte di Arcevia e Montone, e signore di Assisi, Città di Castello, Gualdo Tadino e Perugia.

## Biografia
Oddo Fortebraccio nacque a Città di Castello il 15 febbraio 1410 (o in data antecedente a questa di un anno) da una relazione extraconiugale di Andrea Fortebraccio, noto come Braccio da Montone, con una ragazza del luogo. Sebbene nato al di fuori del matrimonio, venne comunque riconosciuto e cresciuto dal padre e dalla sua prima moglie, Elisabetta Armanni, che non poteva avere figli. Separato dalla madre naturale, che morirà alcolizzata, crebbe amorevolmente nella casa di lui, almeno sino alla morte della Armanni ed al secondo matrimonio del padre con Nicolina da Varano, da cui nacque nel 1419 Carlo, unico figlio legittimo. Seppur allontanato da casa, rimase comunque sotto l'influenza del padre.
Nel 1418 fu concordata una promessa di matrimonio tra Oddo ed Elisabetta Trinci. In tal modo, il padre consolidò un'alleanza familiare che, assieme ai suoi matrimoni, gli assicurò il totale controllo dell'Italia centrale. Inoltre i matrimoni delle sue figlie, in particolare quelli di Innamorata con Malatesta I Baglioni e di Camilla con Francesco Piccinino, figlio di Niccolò, gli garantirono la piena fedeltà dei suoi luogotenenti.
Oddo Fortebraccio prese parte nel 1424 alla guerra dell'Aquila scatenata dal padre Braccio, il quale appoggiava la causa degli Aragonesi di Alfonso V d'Aragona, pretendenti al trono del Regno di Napoli a discapito degli Angioini, e che nel conflitto perse la vita. Inoltre nello stesso anno divenne podestà di Città di Castello e represse delle rivolte popolari in detta località, a Spello e a Cesi. In agosto dello stesso anno passò con Niccolò Piccinino a servire la Repubblica di Firenze, dalla quale ottenne un comando di 1 500 lance. Stazionò in Romagna, dove assediò Tredozio e Rocca San Casciano.
Il 1º febbraio 1425	si diresse insieme a Niccolò Piccinino nel territorio di Marradi per frenare le scorrerie di Angelo della Pergola; qui cadde vittima di un agguato da parte della popolazione locale ordito dal Piccinino in persona. Dopo vari spostamenti, il suo corpo fu portato a Montone per la sepoltura.
Oddo era cresciuto sui campi di battaglia con il padre sin da fanciullo, amato e rispettato dalle truppe, ed era destinato ad esserne il naturale successore. Lo aveva ben capito Niccolò Piccinino che, messosi al suo servizio, apparentemente per proteggerlo, con la sua morte ne trasse indubbiamente vantaggio.